# Virginia Slims of Atlanta 1983
Il Virginia Slims of Atlanta 1983 è stato un torneo di tennis giocato sul cemento. È stata l'8ª edizione del torneo, che fa parte del Virginia Slims World Championship Series 1983. Si è giocato ad Atlanta negli USA dal 25 aprile al 1º maggio 1983.

## Campionesse

### Singolare
Pam Shriver ha battuto in finale  Kathy Jordan con il punteggio di 6–2, 6–0

### Doppio
Alycia Moulton /  Sharon Walsh hanno battuto in finale  Rosie Casals /  Wendy Turnbull con il punteggio di 6–3, 7–6